# Velíka
Velíka (Velika) är en ort i Grekland.   Den ligger i prefekturen Nomós Larísis och regionen Thessalien, i den centrala delen av landet, 210 km norr om huvudstaden Aten. Velíka ligger 28 meter över havet och antalet invånare är 291.
Terrängen runt Velíka är kuperad åt sydväst, men åt nordväst är den bergig. Havet är nära Velíka åt nordost.  Närmaste större samhälle är Agiá, 9,4 km väster om Velíka. 